# 啟德郵輪碼頭公園

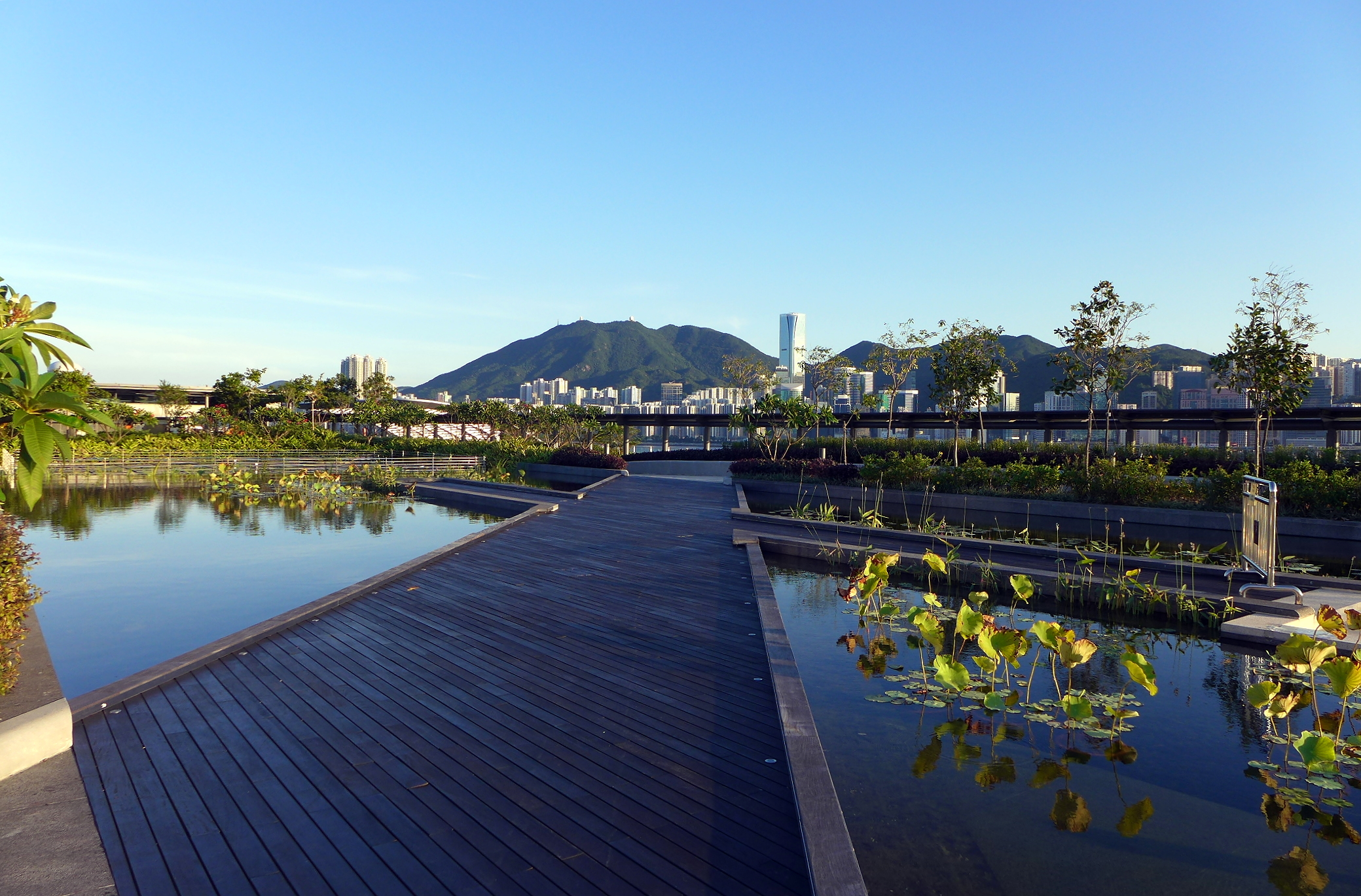
植物花園內的水園，展示荷花

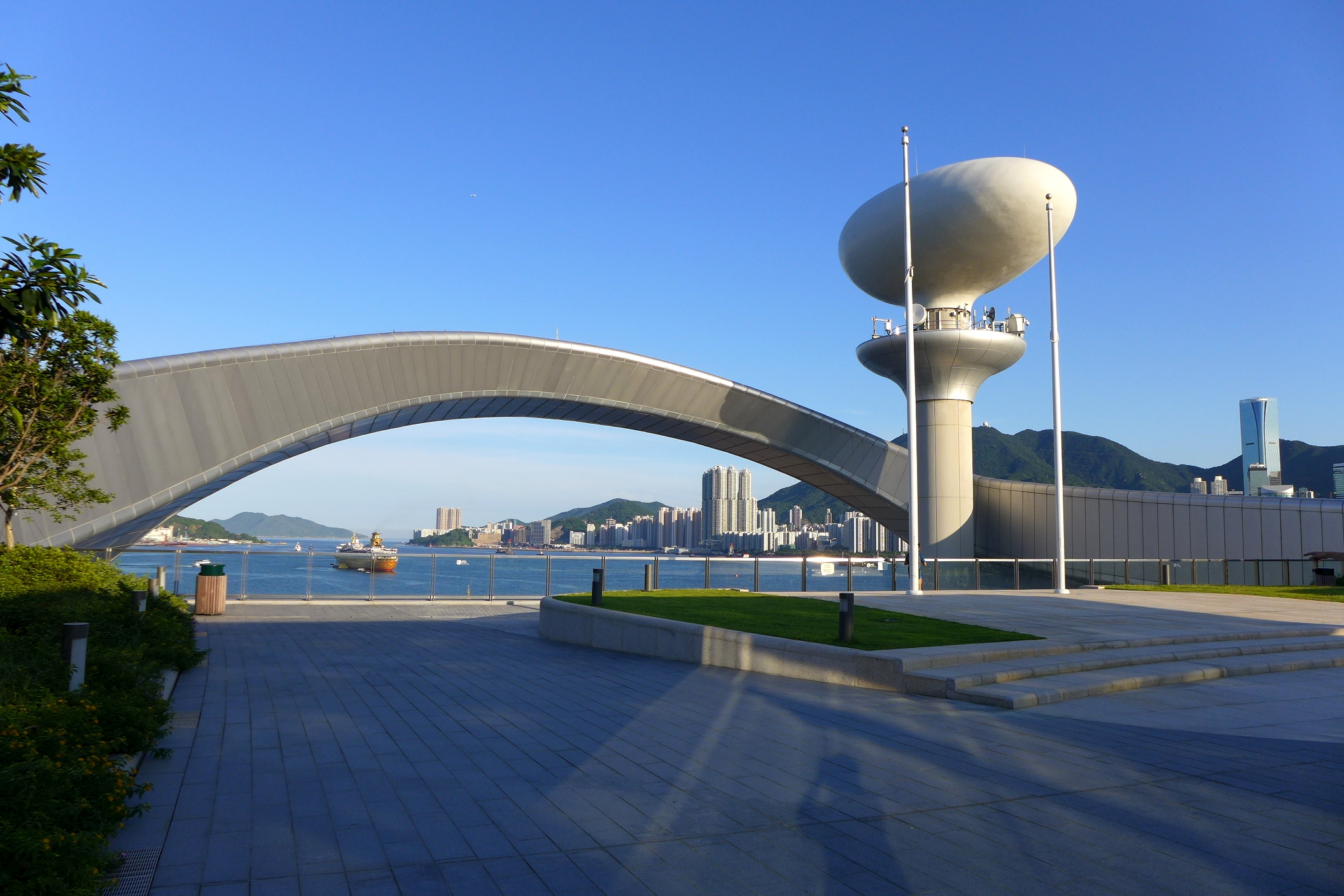
升旗廣場

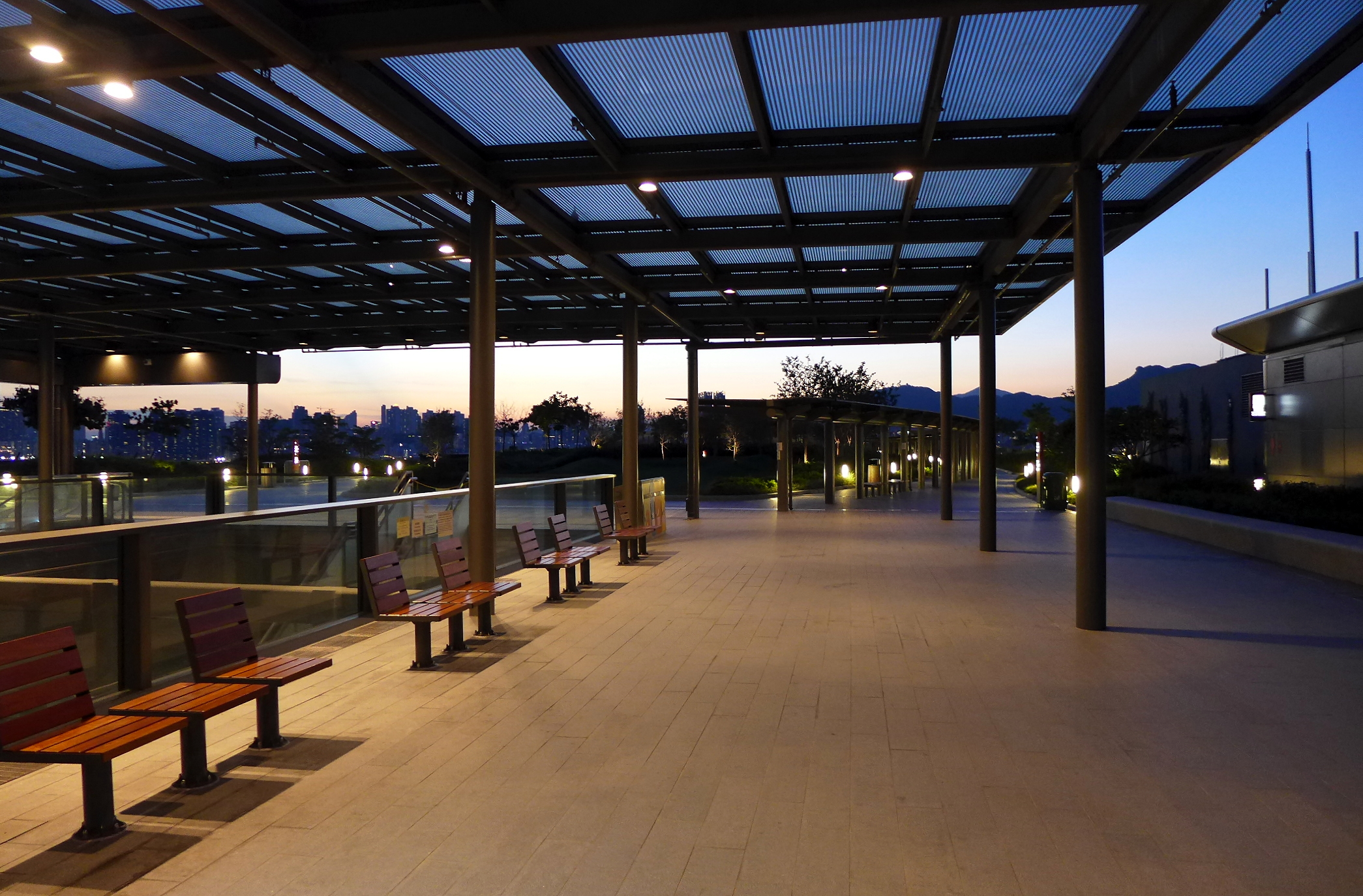
往啟德郵輪碼頭的閒座區

啟德郵輪碼頭公園（英語：Kai Tak Cruise Terminal Park）位於香港九龍九龍城啟德承豐道33號啟德郵輪碼頭頂層，為香港其中一座規模最龐大的空中花園，佔地約23,000平方米，綠化面積達16,700平方米，於2013年年中竣工，於同年9月21日至22日首度開放，及後於10月18日正式開放；由康樂及文化事務署管理。

## 設計
啟德郵輪碼頭公園標榜以「山、城、水」為設計概念，種植滿座林木；聲稱利用螺旋狀及縱橫交錯的人行通道，創造有趣味的行人體驗。接近觀塘的「山段」設有植物花園展示多季節性植物；中心「城區」設有露天舞臺的中央草坪，適合不同活動的廣場。植物花園內的「水園」展示荷花；又有地形奇趣的兒童綠洲和嬉水廣場；而面向維多利亞港一方的為觀景平台，讓遊人飽覽維多利亞港的景致。

## 設施
啟德郵輪碼頭公園兩旁設有多個觀景平台；中央部份設植物花園、中央草坪、公園廣場、嬉水廣場和園景花園。公園盡頭為升旗廣場及升旗廣場等設施此外，亦設備飲水機及洗手間等設施。。

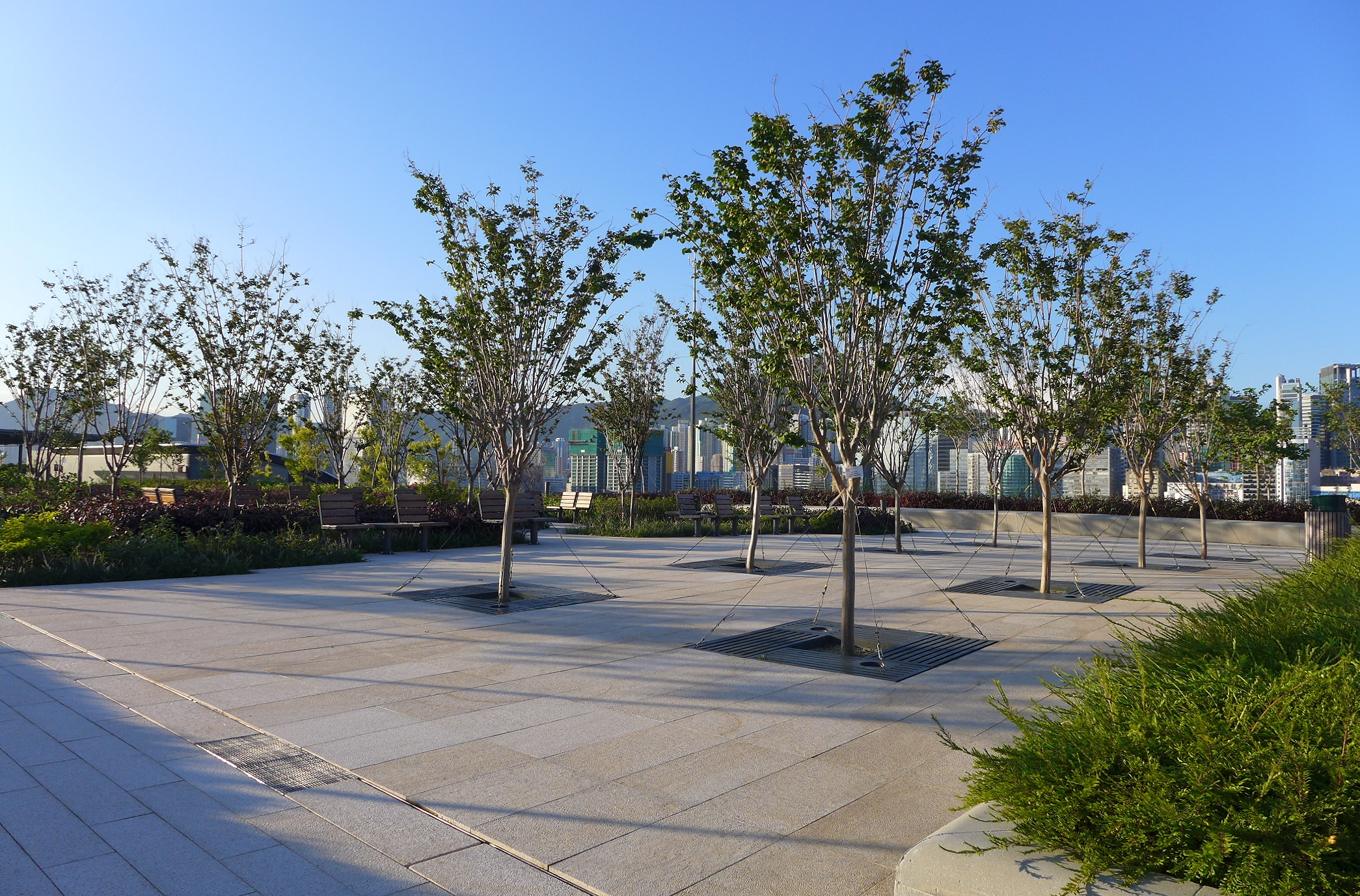
相聚廣場
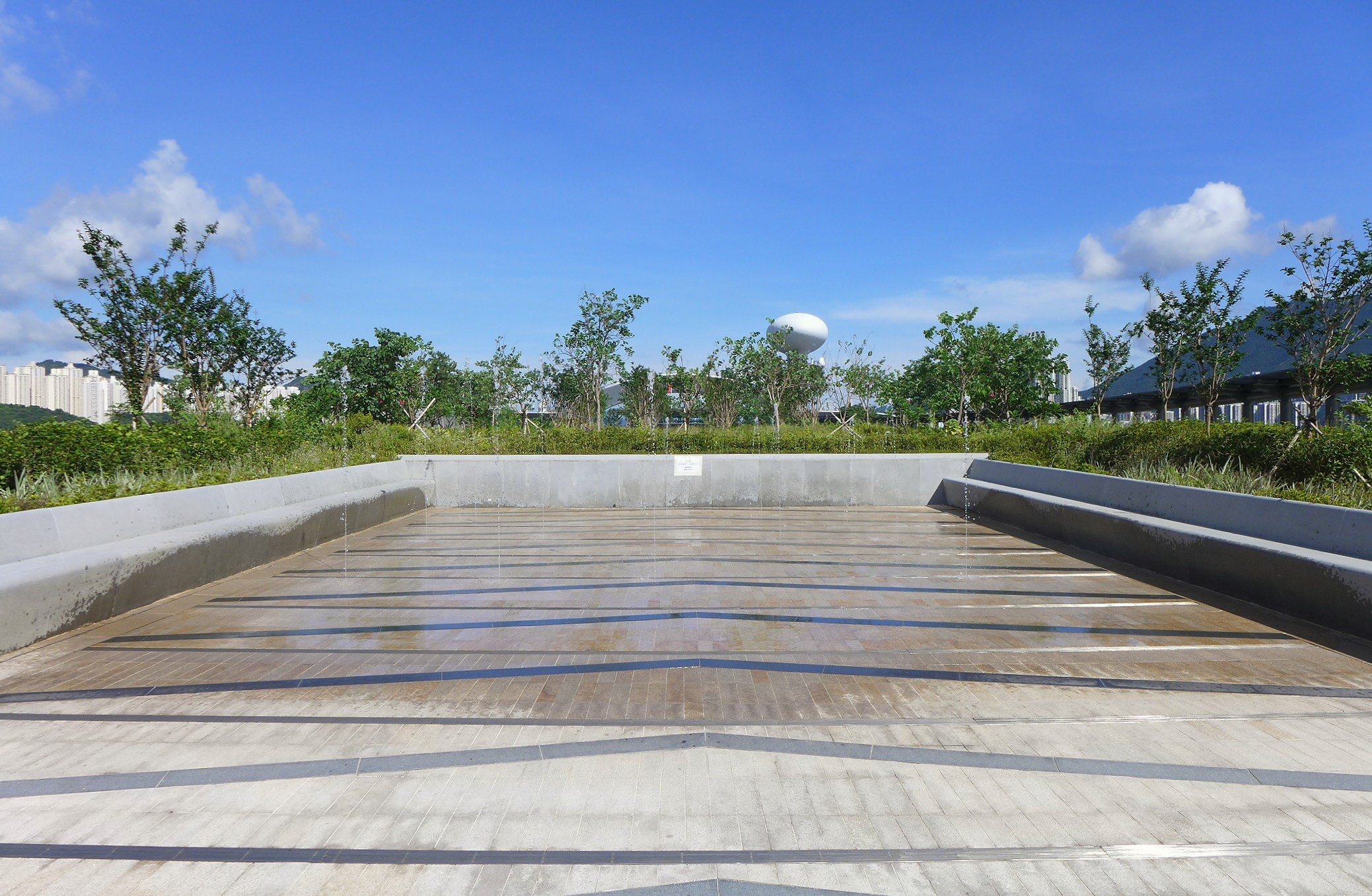
嬉水廣場
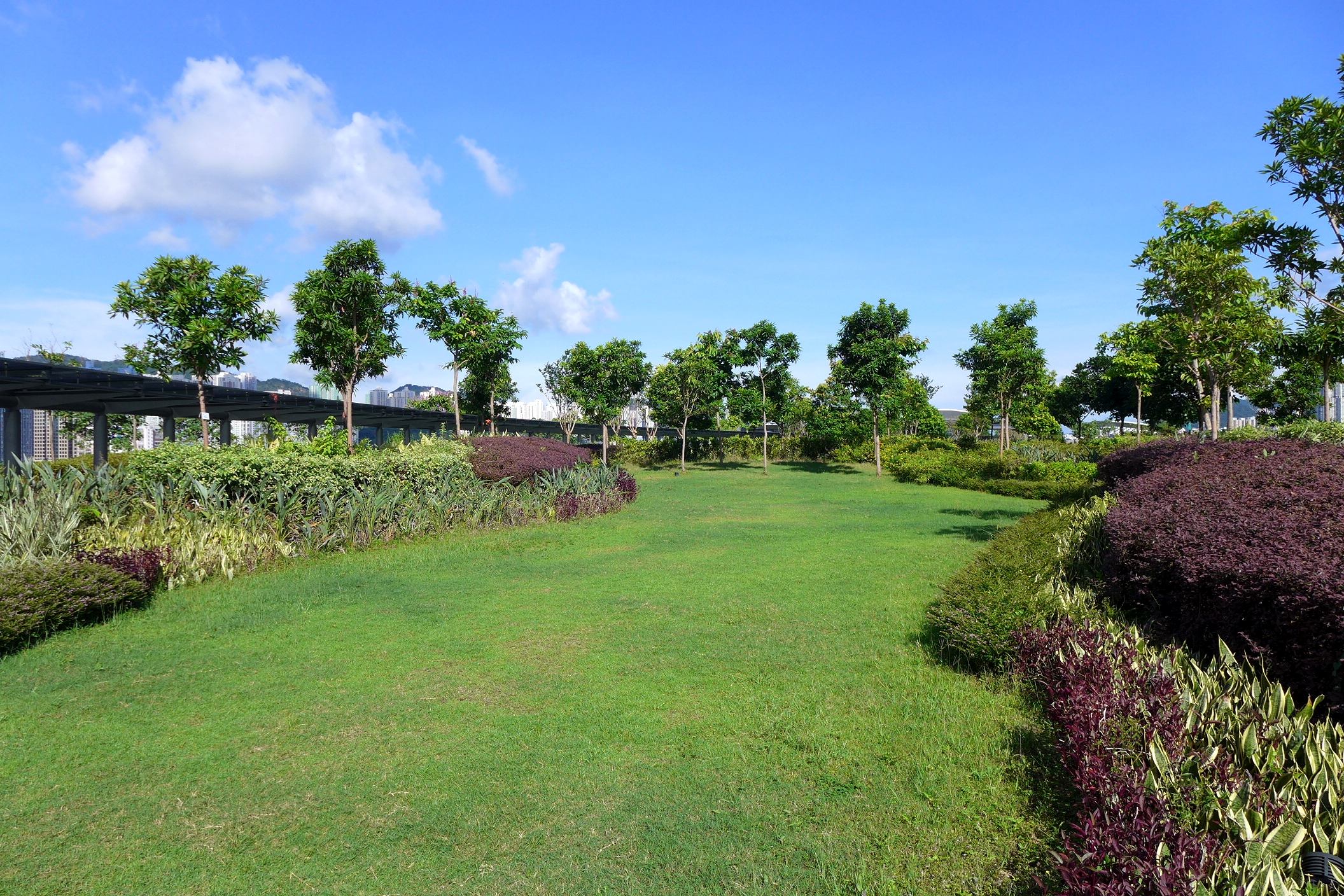
中央草坪
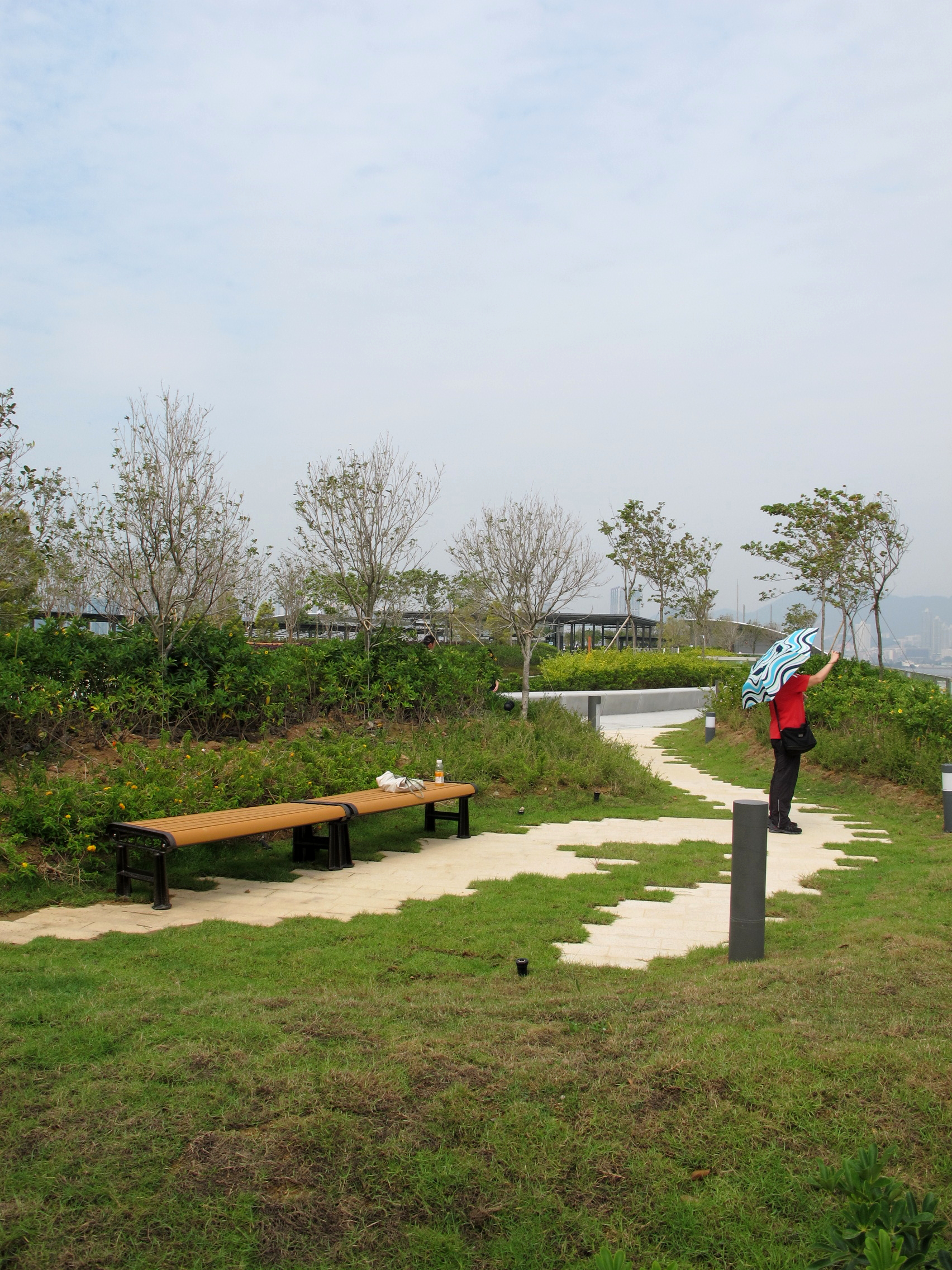
觀景平台草坪
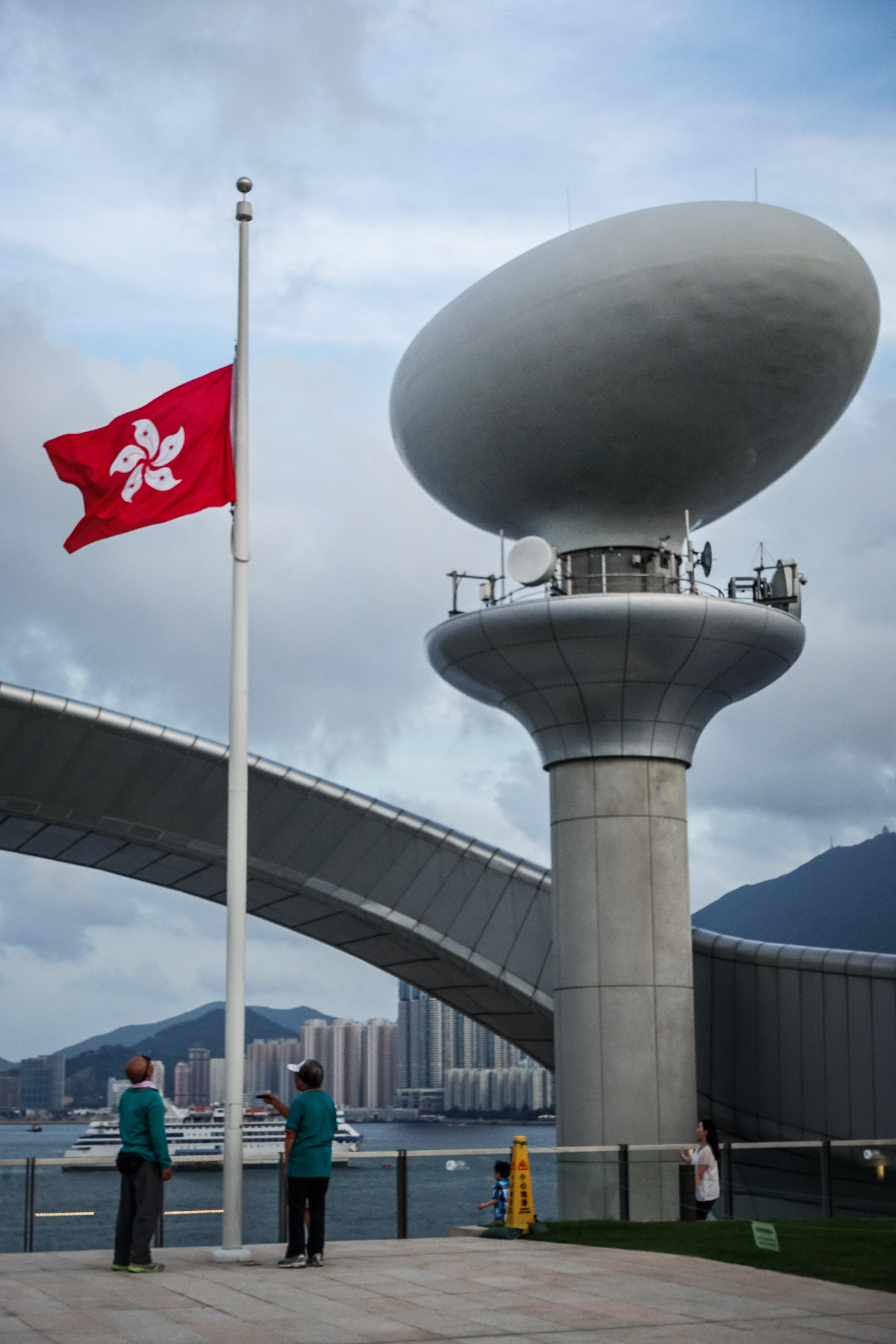
升旗廣場在下午6時進行降旗儀式，右方是橢圓形雷達罩。

## 開放時間
由早上7時至晚上11時。

## 批評

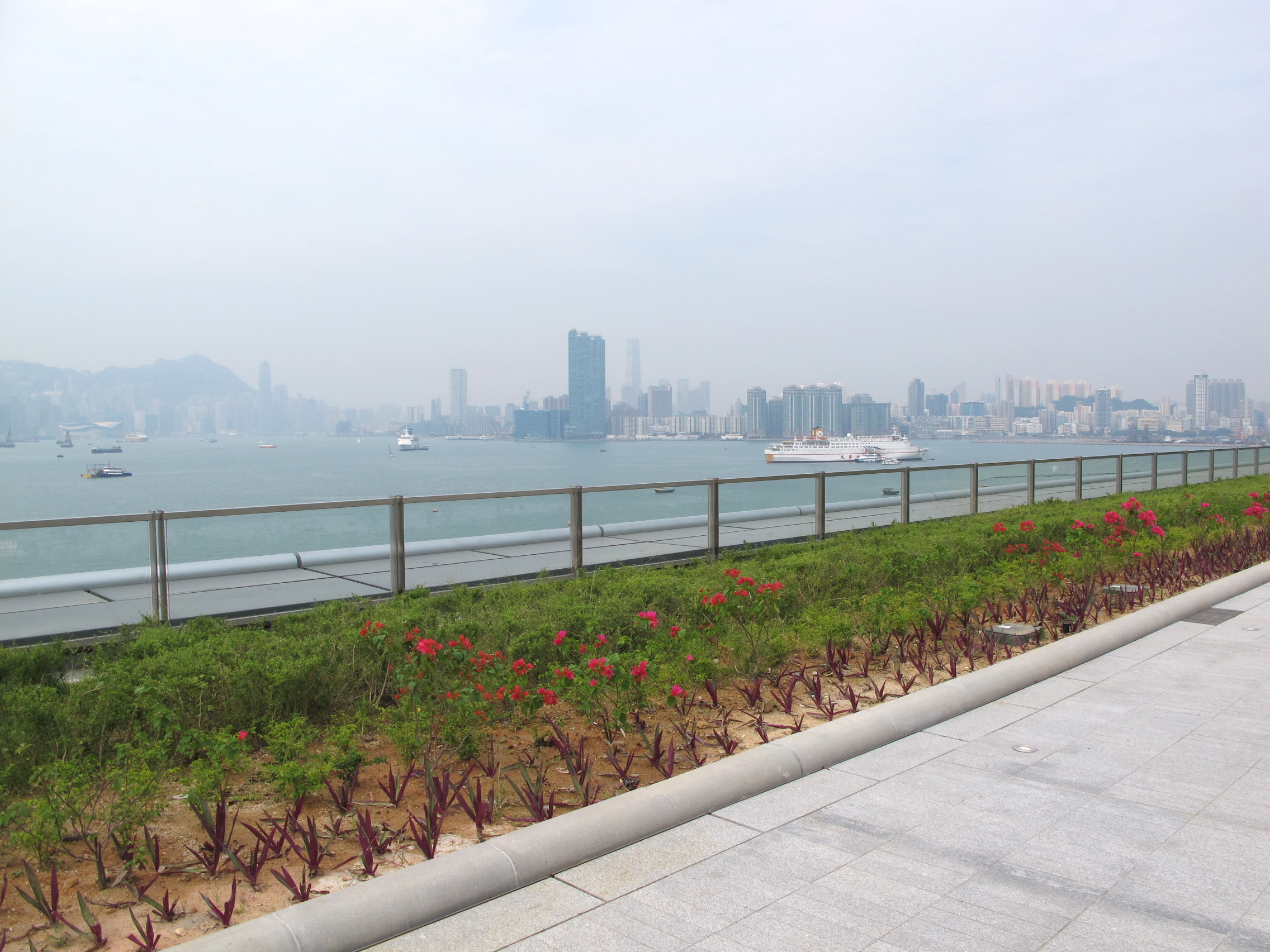
啟德郵輪碼頭公園面向維多利亞港的部份範圍屬於花圃，被批評為阻礙遊人倚欄攝影或者觀賞海景，此外，植物生長一度未如理想。

### 植物生長未如理想
有關部門設計啟德郵輪碼頭公園時，標榜園內遍植四季植物，植物按照顏色成簇分配，以加強季節性效果。惟至啟德郵輪碼頭公園開放後，植物生長情況一度未如理想，綠化植物及泥土均未達最低標準，被部份參觀者批評植物種植過於疏落。康樂及文化事務署答覆傳媒查詢時承認於驗收啟德碼頭公園的植物時，部分植物生長情況未如理想，已經要求承建商盡快更換，又指出大部分植物均符合要求。康樂及文化事務署於2013年9月18日完成啟德郵輪碼頭公園驗收工作及接收啟德郵輪碼頭公園園景及綠化工程後，一直與建築署及承建商聯繫，確保承建商履行護養植物的責任。康樂及文化事務署的場地職員經常巡察場地，密切地留意植物的生長情況。

### 花圃設計阻礙景觀
啟德郵輪碼頭公園兩旁多個位置被花圃所佔據，其中面向維多利亞港的區域的所有範圍均為花圃，阻礙遊人倚欄攝影或者觀賞海景。康樂及文化事務署解釋，由於啟德郵輪碼頭前沿區域部分為郵輪泊位禁區，為了防止遊人攀爬及意外墮下，或者物件意外掉落禁區，故此在前沿區頂層面向維多利亞港的區域加設花圃，以確保遊人安全，認為有關安排不影響遊人欣賞海景。

## 事件
- 2024年2月14日，啟德郵輪碼頭公園對開海面有人墮海，男事主被送往聯合醫院搶救，延至傍晚5時半左右不治。[12]